# Moulin-Mage
Moulin-Mage är en kommun i departementet Tarn i regionen Occitanien i södra Frankrike. Kommunen ligger i kantonen Murat-sur-Vèbre som tillhör arrondissementet Castres. År 2022 hade Moulin-Mage 304 invånare.

## Befolkningsutveckling
Antalet invånare i kommunen Moulin-Mage
| Referens: INSEE |